# Крушчић
Крушчић (мађ. Veprőd) је насеље у општини Кула, у Западнобачком округу, у Србији. Према попису из 2022. у њему живи 1468 становника.
Крушчић, поред месне заједнице и месне канцеларије има и пошту, амбуланту, апотеку, библиотеку, једну основну школу — основна школа „Вељко Влаховић“, предшколску установу "Бамби" — одељење "Вртуљак", Дом културе "Крушчић", Дом Културе "Кошут Лајош (Kossuth Lajos)", Добровољно ватрогасно друштво, ветеринарску службу и фудбалски стадион.
Крушчић је село са добро решеном инфраструктуром и великим пољопривредним капацитетом, међутим, он нема добре путне комуникације и индустријске капацитете који би запослили становништво. Из тих разлога број становника из године у годину опада, да би 1961. године када је број становника био 3281, 2011-е спао на 1852 становника.

## Име
Село се пре Другог светског рата звало Вепровац. Његово име највероватније је везано за назив биљке „веприне” која је била врло распрострањена и која је служила у грађевинарству као замена за канап којим се везала трска за покривање кућа. После рата, за време колонизације, место су населили колонисти, већином из Колашина и околине. Име села је 1950. године промењено у Крушчић по народном хероју Вукману Крушчићу (1909–1942), кога су 20. јануара 1942. године четници Павла Ђуришића на превару ухватили и убили, с још тридесетак партизана.
На мађарском језику, село је познато као Veprőd, на украјинском и русинском језику село је знано као Крущіч, односно Крущич, а на немачком језику као Weprowatz.

## Географија

### Географски положај
Село Крушчић налази се у средишњем делу Бачке, тачније у југозападном делу општине Кула. Географска ширина Крушчића износи 45° 37´ 00″, а његова географска дужина је 19° 21´ 59″. Атар Крушчића заузима површину од око 4.000 хектара и припада искључиво једном рељефном елементу-лесној тераси. Лесна тераса у области Крушчића ја веома заравњена, с надморском висином од око 87 m. Терен је незнатно нагнут од северозапада ка југоистоку, а варирање надморске висине није више од једног метра релативне висине. Другу главну ознаку лесној тераси даје нанос леса. У микрорељефним облицима лесне терасе у области Крушчића распрострањене су округле плитке депресије, затим, уздужна, полукружна или вијугава плитка удубљења која утичу на једва приметну заталасаност овог краја. Поред ових облика наилазимо на депресије испуњене стагнатном водом, јужно и југоисточно од Крушчића, које су последица плитке издани. Јављају се и суве депресије које су само за време кишног периода испуњене водом.
На територији Крушчића распрострањене су ливадске црнице као специфична врста тла, која су педогенетска карактеристика лесне терасе. Поред ливадских црница, у зони Крушчића су заступљена мање заслањена тла под називом Солоњец.

### Клима
Климатске карактеристике насеља не одступају битно од нормалних временских прилика типичних за Војводину, задржавајући све облике умерено-континенталне климе.
Летња ваздушна струјања су не само стабилна већ и слабије изражена и она у јулу и августу доносе претежно стабилно, суво и ведро време.
Зимске временске прилике су нестабилније и подложне су честим и јаким променама праћеним сувим и ведрим и изразитом манифестацијом јаке и хладне кошаве.
Највиша средња годишња температура износи 14,4 °C, а најнижа 8,9 °C, док је најнижа средња јануарска температура -2,2 °C, а највиша јулска 24,8 °C.
Истакнуто значење Крушчићу пружају северозападни ветрови, нарочито изражени у току лета и пролећа, као и југоисточни ветрови који се манифестују зими у облику кошаве.
Годишњи ток падавина и њихов распоред по појединим месецима даје битне климатске одлике насељу и има прворазредни значај за пољопривреду. Максималне количине падавина везане су за месец јун, док су минималне вредности регистроване у марту и октобру.

### Хидрографија
Најзначајнији хидрографски објекат Крушчића је Мали бачки канал, који се спаја са Великим Бачким каналом код Малог Стапара и са Дунавом код Новог Сада. Од укупне дужине која износи 69 km, Мали Бачки канал код Крушчића протиче дужином од око 4,5 km. Ширина доњег дела корита износи око 10 m, а дубина износи 140 и 200 cm. Мали Бачки канал прекопан је 1872. године да би се спречила годишња пролећна поплава, а и изградњом пумпне станице служио је за наводњавање поља Крушчића у сушним годинама. Некада је носио имена Франц Јозефов канал и Канал краља Александра. Осим примарне функције, Мали Бачки канал имао је и саобраћајну функцију због могућности пловности. Због конфигурације терена његово прокопавање је било олакшано, док је истовремено теренска специфичност умногоме отежавала његову саобраћајну функционалност.
Осим Малог Бачког канала хидрографску слику Крушчића употпуњују депресије испуњене стагнантном водом као и оне вештачке настале ископавањем земљишта за потребе грађевинске индустрије.

## Историја
Крушчић има веома богату историју баш управо захваљујући наведеним погодностима које се огледају у : географском положају, клими, рељефу, хидрографским одликама, врстама заступљеног земљишта и присутним биљним и животињским светом.
Вероватно су Словени дали назив месту Вепровац после 1526. године, након што су Турци освојили то подручје. Године 1590. наводи се у записима Сомборске нахије да 11 кућа плаћа порез Турцима. Могуће је да је још раније, у староугарском периоду, већ постојала сеоска насеобина на омеђеном простору Вепровца. Нотар Zónyi 1864. помиње топографски назив PUSZTA-TEMPLOM (Пуста-црква). Тако је назван брежуљак који се пружа западно од пашњака (заједничке ливаде), јер је тамо некада постојала црква. Још 1864. године пронађени су остаци цигала, ископине и кости које наводе на закључак да је ту некада било гробље.
Када је 1717. аустријска војска под вођством принца Еугена Савојског, ослободила земљу од Турака, започео је планску политика насељавања. Иницијатор поновног насељавања подручја која су турским ратовима опустошена био је наследник угарског краљевства Леополд I (1658-1705) подручја која су турским ратовима опустошена. Године 1689. створио је комисију којом је руководио кардинал Фердинанд гроф Колонић (Kollonitsch), са правом многобројних привилегија.
Аустријски официр, саветник царице Марије Терезије и администратор Краљевско-државног Бачког дистрикта Франц Јозеф де Редл 10. Х 1758. направио је у Сомбору уговор о насељавању једног броја Мађарских и Словачких породица, те се већ 1763. године у Вепровцу налази 130 Мађарских и Словачких кућа и новосаграђена римокатоличка црква изграђена од набоја. Двадесет и једну годину касније објекат је замењен новом црквом од чвршћег материјала, која и данас надвисује село. Ова црква изграђена је у класичном барокном стилу.
Колонисти су првобитно добијали земљу само на привремено коришћење, да би касније, под влашчу Јосифа II (1780-1790), кућа и окућница заједно са инвентаром и земљишним поседом прешла у наследну својину насељеника.
Словаци су се почетком 19. века асимилирали у Мађаре.
У овом увелико живом селу су се 1786. године населили Немци из области Рајне и Кинтербера, у посебном делу које је названо ¨Немачко село¨. Разлози насељавања су били различити, углавном на основу одлука државних служби. По попису становништва из 1787. године, Вепровац је имао 270 кућа (од тога 120 немачких ), у којима су живеле 353 породице, то јест 1.731 становник. Удео Немаца био је око 45%, Мађара и Словака око 55%, значи, 780 Немаца и 950 Мађара и Словака.
До пописа становника 1931. године број становништва села се удвостручио. Пописано је 3.158 становника, од тога 2.551 Немаца (80,8%), 489 Мађара (15,5%), припадника словенских група (3,7%). Словаци су се почетком 19. века већином асимилирали у Мађаре.
И ¨Немачко¨ и ¨Мађарско село¨ су имали по две пролазне улице и свака још по једну дограђену, назване ¨Нов ред¨ у мађарском, а ¨Последњи ред¨ у немачком делу села. Многобројне попречне улице су делиле село на четвртине.
Временом су изграђене градска кућа, школе и две такозване болнице, које као такве никад нису коришћене. Вепровац се већ 1908. прикључио на жељезничку мрежу, а на јавну електричну мрежу 1937. године. Још 1868. године је Вепровац имао своју пошту. Прва апотека је отворена 1931. а први ветеринар је дошао у село 1933. године. Када се први лекар доселио у Вепровац, не зна се са сигурношћу. Познато је да је лекар опште праксе 1912. године отишао из села, па су након тога насељавани лекари који су бринули о здрављу становништва.
Поред годишњих поплава, било је и других непогода у Вепровцу. Године 1868. избио је огроман пожар који је уништио скоро пола села на шта подсећа споменик Светом Флоријану изграђен 1886. године. Обновљен је 2002. године.
Цивилно становништво је, на срећу, скоро без икаквих жртава пребродило Први светски рат, али су зато епидемије тифуса, колере, 1918. године грип, однеле многобројне животе.
Да би се спречила годишња пролећна поплава у западној Бачкој, 1872. године и у Вепровцу је изграђен пловни канал с пумпном станицом, која није само одводњавала поља Вепровца, већ је служила и за наводњавање.
Општина Вепровац се граничила са местима: Кула, Црвенка, Сивац, Кернеи, Стапар, Силберек, Филипово, Крстур. Атар је чинио 6.831 катастарско јутро, од тога 5.686 катастарских јутара оранице.
Општинска управа је руководила општином. Сачињавали су је судија (градоначелник), нотар (општински секретар), четири поротника, управитељ дома за сирочад, благајник, као и 12 општинских одборника.
Из Завичајне књиге Вепровца Николе Урнауера може се сазнати бројчано стање становништва на дан 09.10. 1944. („Дан збега“) како број запослених, тако и социјална и привредна, структура становништва. Било је укупно 606 запослених: 256 сељака, 209 радника (од тога 64 гребенара) и 141 обртник и занатлија. Од индустрије Вепровац је имао циглану, касније је изграђен млин и две кудељаре које доносе економски процват у Вепровац.
Бачка, која је припадала Аустро-Угарској, све до краја Првог светског рата, распала се након мировног споразума Алијансе са Угарском, 4. јуна 1920. године, на новоуређену државу Краљевину Срба, Хрвата и Словенаца (касније Југославија). Сада се другачије размишља и другачије учи. Светска економска криза 1928-1934. је, све у свему, добро поднета иако је неке тешко погодила. Несвакидашњи привредни полет село је доживело средином 1936. године, када је Немачка трговачким уговором Југославији гарантовала откуп свих вишкова животних намирница по тачно утврђеној тржишној цени.
Крај Другог светског рата запечатио је судбину свих Немаца на југу Европе. То је 09.10.1944. године за Вепровац значило да је скоро половина немачког живља напустила своју домовину. Друга половина је остала у нади да јој се ништа лоше неће догодити. Ту судбоносну заблуду су они који су остали у својим кућама платили нељудском патњом, прогоном и смрћу, тако да су и преживели мало помало напустили своју домовину. Данас потомци ових Немаца живе на слободном Западу, делом у истим крајевима одакле су се њихови преци некада иселили.
Крајем 1945. године и током 1946. године село Вепровац мења националну структуру колонизацијом становништва углавном из Црне Горе. То је уједно највећи догађај у историји Вепровца двадесетог века. Уз Црногорце, крајем педесетих и почетком шездесетих година досељавају се и Срби, Хрвати, Украјинци, Русини и други, тако да данас Крушчић представља средину са разноликим националним саставом.

## Образовање

### Вртић "Вртуљак"
Према сведочењу господина Штанхарта једног од староседелаца Крушчића први вртић је у Крушчићу основана још далеке 1892. године. Зграда вртића се налазила у садашњој Титовој улици број 83. Вртић је био добро опремљен, а посебност му је давао спољни простор који је био опремљен са два велика пешчаника: једним отвореним и другим прекривеним трском и виновом лозом. У вртићу је тада боравило педесеторо деце узраста 4, 5 и 6 година. Васпитни рад се одвијао на немачком језику. Деца су свој оброк, ужину, доносила од куће. Години 1941. вртић је пресељен у Првомајску улицу у кућу која је припадала католичкој цркви. У периоду од 1941/45 вртић постоји као облик окупљања деце немачке и мађарске националности. Рад се одвијао искључиво на мађарском језику. Музичке активности су организоване у цркви.
У периоду од 1945. године до 1959. године у Крушчићу није постојао вртић. 1959. године у просторијама сеоске библиотеке отвара се вртић. Објекат је адаптиран и прилагођен боравку деце узраста од 5 до 7 година. У саставу објекта се налазила чајна кухиња, радна соба, санитарни чвор, ходник и спољни простор пун зеленила. Рад се одвијао у једној смени на српском језику. У години 1983. вртић је пресељен у зграду ОШ "Вељко Влаховић" у Титовој улици број 37 у једну од учионица. 1990. години вртић је пресељен у учионицу која је била физички одвојена од остатка школе и простор је прилагођен боравку деце предшколског узраста. Простор вртића су чиниле радна соба, санитарни чвор, ходник са гардеробером и заједничка кухиња.
У фебруару 2005. године започета јер реконструкција просторија вртића и након првомајских празника почело се са радом у новом објекту. Сви радови на реконструкцији су реализовани захваљујући разумевању и доброј вољи људи из околине: Месна заједница Крушчић, Ловачко удружење Срндаћ Крушчић, Житомедиа Кула, Декор Крушчић, Гросист Доо Кула.

### Основна школа "Вељко Влаховић"

#### Историјат
Изградњом цркве у месту 1772. године отворена је и прва школа за основно образовање деце. Школа је била под управом цркве. Године 1800. изграђена је, у немачком делу села, једна учионица за ученике немачке припадности. Убрзо након тога саграђена је и школа за ученике са наставом на српскохрватском језику. Ученицима је било омогућено изучавање матерњег језика, а у наставном распореду имали су мађарски или немачки језик.
Током Другог светског рата настава се изводи на мађарском и немачком језику, а после рата на мађарском и српскохрватском.
Доласком колониста из Црне Горе почиње са радом четвороразредна основна школа поред које ради и пети разред више Народне школе, а потом је пети разред више Народне школе претворен у први разред прогимназије.
Дана 5. септембра 1952. године, по одлуци наставничког већа, школа добија назив "Вук Караџић". Прве године по добијању назива, школа "Вук Караџић" имала је 19 одељења, 510 ученика, 12 учитеља, 1 наставника и 1 професора. У 1971. години школа има: 19 одељења, 466 ученика, 11 учитеља, 6 наставника и 5 професора. Школа је на објективном проверавању знања ученика (тестирању) освојила прво и треће место у Комуни. Секција гимнастичара 1968. Године освојила је прво место у Србији на гимнастичком вишебоју.
Данашња школа носи назив по истакнутом револуционару и хуманисти – Вељку Влаховићу.
Школа има једанаест учионица. Опремљене кабинете за физику, хемију, биологију и информатику. Спортску халу за извођење наставе физичког васпитања као и кошаркашки терен. Ученици школе постижу добре резултате на свим такмичењима, ту су и многобројне награде из дечјег драмског стваралаштва.
У склопу школске зграде налази се и предшколска установа.
Инвестицијом Општине Кула у 2006/2007. год. школа је сређена: замењени су подови, школа је окречена, стављена фасада и ограда, реконструисан је и стари део крова. Осветљени су школски терени за мали фудбал и рукомет. У наредном периоду очекује нас набавка модерне технике за унапређивање наставе.

#### Химна школе
“МОЈА ШКОЛА”
Школо наша, доме свих нас

И слабих и одликаша.

Сви у твоје име

Дижемо глас

Буди уз нас, буди уз нас.

Сва нам се посвети,

А ми ћемо те волети,

Школо наша, школо наша.

#### Визија школе
Желимо да постанемо школа у којој ће физичко васпитање, спортске активности, здравствено васпитање и ваннаставне активности бити важни модели ка остварењу друштвено корисних личности. Кроз наставу и спорт, талентованост ученика ће се потврдити, радне способности развијати, хуманост нагласити, а емоционална равнотежа постићи. Водиља тог процеса су едуковани наставници.

#### Мисија школе
Основна школа „Вељко Влаховић„ је мала сеоска школа чија је мисија да подстиче код ученика љубав према књизи и спорту, да подстиче професионални развој наставника, да негује пријатну атмосферу у школи, да одржава везу између школе и окружења.

## Демографија
У насељу Крушчић живи 1884 пунолетна становника, а просечна старост становништва износи 40,5 година (38,4 код мушкараца и 42,7 код жена). У насељу има 773 домаћинства, а просечан број чланова по домаћинству је 3,04.
Становништво у овом насељу веома је нехомогено, а у последња три пописа, примећен је пад у броју становника.
|  |

| Демографија | Демографија | Демографија |
| Година      | Становника  | Становника  |
| ----------- | ----------- | ----------- |
| 1948.       | 2.791       |             |
| 1953.       | 2.846       |             |
| 1961.       | 3.281       |             |
| 1971.       | 2.927       |             |
| 1981.       | 2.658       |             |
| 1991.       | 2.477       | 2.429       |
| 2002.       | 2.353       | 2.385       |

| Етнички састав према попису из 2002.‍ | Етнички састав према попису из 2002.‍ | Етнички састав према попису из 2002.‍ | Етнички састав према попису из 2002.‍ | Етнички састав према попису из 2002.‍ |
| ------------------------------------ | ------------------------------------ | ------------------------------------ | ------------------------------------ | ------------------------------------ |
|                                      |                                      |                                      |                                      |                                      |
| Црногорци                            | Црногорци                            |                                      | 768                                  | 32,63%                               |
| Срби                                 | Срби                                 |                                      | 744                                  | 31,61%                               |
| Мађари                               | Мађари                               |                                      | 280                                  | 11,89%                               |
| Украјинци                            | Украјинци                            |                                      | 149                                  | 6,33%                                |
| Русини                               | Русини                               |                                      | 99                                   | 4,20%                                |
| Хрвати                               | Хрвати                               |                                      | 74                                   | 3,14%                                |
| Југословени                          | Југословени                          |                                      | 45                                   | 1,91%                                |
| Немци                                | Немци                                |                                      | 10                                   | 0,42%                                |
| Македонци                            | Македонци                            |                                      | 8                                    | 0,33%                                |
| Словаци                              | Словаци                              |                                      | 5                                    | 0,21%                                |
| Словенци                             | Словенци                             |                                      | 4                                    | 0,16%                                |
| Бугари                               | Бугари                               |                                      | 2                                    | 0,08%                                |
| Албанци                              | Албанци                              |                                      | 2                                    | 0,08%                                |
| Руси                                 | Руси                                 |                                      | 1                                    | 0,04%                                |
| Румуни                               | Румуни                               |                                      | 1                                    | 0,04%                                |
| Буњевци                              | Буњевци                              |                                      | 1                                    | 0,04%                                |
| Бошњаци                              | Бошњаци                              |                                      | 1                                    | 0,04%                                |
| непознато                            | непознато                            |                                      | 22                                   | 0,93%                                |

| Година пописа     | 1948. | 1953. | 1961. | 1971. | 1981. | 1991. | 2002. |
| ----------------- | ----- | ----- | ----- | ----- | ----- | ----- | ----- |
| Број домаћинстава | 657   | 695   | 863   | 831   | 783   | 794   | 773   |

| Број чланова      | 1   | 2   | 3   | 4   | 5  | 6  | 7  | 8 | 9 | 10 и више | Просек |
| ----------------- | --- | --- | --- | --- | -- | -- | -- | - | - | --------- | ------ |
| Број домаћинстава | 148 | 177 | 158 | 160 | 77 | 31 | 17 | 2 | 2 | 1         | 3,04   |

| Пол    | Укупно | Неожењен/Неудата | Ожењен/Удата | Удовац/Удовица | Разведен/Разведена | Непознато |
| ------ | ------ | ---------------- | ------------ | -------------- | ------------------ | --------- |
| Мушки  | 1.006  | 350              | 568          | 44             | 42                 | 2         |
| Женски | 983    | 210              | 561          | 171            | 39                 | 2         |
| УКУПНО | 1.989  | 560              | 1.129        | 215            | 81                 | 4         |

| Пол    | Укупно                    | Пољопривреда, лов и шумарство | Рибарство                            | Вађење руде и камена | Прерађивачка индустрија       |
| ------ | ------------------------- | ----------------------------- | ------------------------------------ | -------------------- | ----------------------------- |
| Мушки  | 464                       | 215                           | 0                                    | 0                    | 81                            |
| Женски | 249                       | 115                           | 0                                    | 0                    | 37                            |
| УКУПНО | 713                       | 330                           | 0                                    | 0                    | 118                           |
| Пол    | Производња и снабдевање   | Грађевинарство                | Трговина                             | Хотели и ресторани   | Саобраћај, складиштење и везе |
| Мушки  | 3                         | 42                            | 21                                   | 8                    | 32                            |
| Женски | 0                         | 0                             | 33                                   | 9                    | 2                             |
| УКУПНО | 3                         | 42                            | 54                                   | 17                   | 34                            |
| Пол    | Финансијско посредовање   | Некретнине                    | Државна управа и одбрана             | Образовање           | Здравствени и социјални рад   |
| Мушки  | 0                         | 7                             | 13                                   | 8                    | 3                             |
| Женски | 0                         | 2                             | 6                                    | 17                   | 17                            |
| УКУПНО | 0                         | 9                             | 19                                   | 25                   | 20                            |
| Пол    | Остале услужне активности | Приватна домаћинства          | Екстериторијалне организације и тела | Непознато            | Непознато                     |
| Мушки  | 5                         | 1                             | 0                                    | 25                   | 25                            |
| Женски | 2                         | 1                             | 0                                    | 8                    | 8                             |
| УКУПНО | 7                         | 2                             | 0                                    | 33                   | 33                            |

## Привреда
Од привредних капацитета у Крушчићу постоји живинарска фарма и фирма Copex, као и носиоци развоја уз незнатан број занатских и трговинских радњи и угоститељских објеката.

## Улице
У Крушчићу постоје следеће улице:
- 1. Мај
- 7. Јула
- 22. октобра
- Дожа Ђерђа (Dózsa György)
- Исе Секицког
- Иве Лоле Рибара
- Јосипа Крамера
- Каменка Рајића
- Лењинова
- Маршала Тита
- Милана Гроздића
- Новака Пејчића
- Пањковићев салаш (Оџачки пут)
- Петефи Шандора (Petőfi Sándor)
- Прека
- Салаши
- Винаји салаш (Крстурски пут)
- Владимира Назора
- Војводе Мишића (Клаоничка)